# 王慶埏
王慶埏（?—?），浙江省紹興府會稽縣人，清朝政治人物、同進士出身。

## 生平
光緒十八年（1892年），参加光緒壬辰科殿試，登進士三甲63名。同年五月，著交吏部掣签分发各省，以知县即用